# Розвиленський район
Розвиленський район Ростовської області — адміністративно-територіальна одиниця, що існувала в РРФСР у 1935—1960 роках.

## Історія
Розвиленський район (з центром в селі Розвильне) було утворено за рахунок розукрупнення Сальського району Азово-Чорноморського краю 1935 році. У нього увійшли — Богородицька, Червонополянська, Миколаївська, Поливянська, Развиленська сільради та «околоток» Роте-Фане.. З 13 вересня 1937 року в складі Ростовської області. 19 травня 1959 року Розвиленський й Піщанокопський райони об'єднані в один Розвиленський з центром в селі Піщанокопському. У березні 1960 року перейменовано на Піщанокопський район.